# Gare de Chaville-Rive-Droite
Gare de Chaville-Rive-Droite vasútállomás Franciaországban, Chaville településen.

## Vasútvonalak
Az állomást az alábbi vasútvonalak érintik:
- Párizs-Saint-Lazare-Versailles-Rive-Droite-vasútvonal

## Kapcsolódó állomások
A vasútállomáshoz az alábbi állomások vannak a legközelebb:
- Gare de Viroflay-Rive-Droite (Gare de Versailles-Rive-Droite, Transilien line L)
- Gare de Sèvres - Ville-d'Avray (Paris Gare Saint-Lazare, Transilien line L)
- Gare de Sèvres - Ville-d'Avray (Gare de la Défense, Transilien U)
- Gare de Versailles-Chantiers (Gare de La Verrière, Transilien U)